# Themeda arundinacea
Themeda arundinacea är en gräsart som först beskrevs av William Roxburgh, och fick sitt nu gällande namn av Aimée Antoinette Camus. Themeda arundinacea ingår i släktet Themeda och familjen gräs. Inga underarter finns listade i Catalogue of Life.